# Универзитет за пословни инжењеринг и менаџмент
Универзитет за пословни менаџмент и инжењеринг је приватни универзитет у Бањој Луци, са одјељењима у Брчком, Бијељини и Источном Сарајеву. Основан је 12. јуна 2003. године. Тренутни ректор је Младен Ивић.

## Организација
Универзитет за пословни менаџмент и инжењеринг се састоји од следећих пет факултета:
- Економски факултет
- Филозофски факултет
- Правни факултет
- Технички факултет
- Факултет рачунарских наука